# Dubravice (Chorwacja)
Dubravice – wieś w Chorwacji, w żupanii szybenicko-knińskiej, w mieście Skradin. W 2011 roku liczyła 594 mieszkańców.